# Heterochelus soricinus
Heterochelus soricinus är en skalbaggsart som beskrevs av Blanchard 1850. Heterochelus soricinus ingår i släktet Heterochelus och familjen Melolonthidae. Inga underarter finns listade i Catalogue of Life.